# Conway (Dakota Północna)
Conway – miasto w Stanach Zjednoczonych, w stanie Dakota Północna, w hrabstwie Walsh.